# شيكاغو ميد
شيكاغو ميد (بالإنجليزية: Chicago Med)‏ هو مسلسل تلفزيوني درامي طبي أمريكي تم بثه على شبكة هيئة الإذاعة الوطنية منذ 17 نوفمبر 2015.

## روابط خارجية
- شيكاغو ميد على موقع IMDb (الإنجليزية)
- شيكاغو ميد على موقع ميتاكريتيك (الإنجليزية)
- شيكاغو ميد على موقع روتن توميتوز (الإنجليزية)
- شيكاغو ميد على موقع كينوبويسك (الروسية)
- شيكاغو ميد على موقع ألو سيني (الفرنسية)
- شيكاغو ميد على موقع قاعدة بيانات الفيلم (الإنجليزية)